# Linda Gottfredson
Pour les articles homonymes, voir Gottfredson.
Linda Susanne Gottfredson (née le 24 juin 1947 à San Francisco) est une psychologue et sociologue américaine, professeure émérite de psychologie de l'éducation à l'université du Delaware. Elle s'est particulièrement intéressée aux questions en lien avec l'intelligence humaine, à la discrimination positive et à la prise en compte de l'origine ethnique dans les tests de recrutement.

## Biographie
Linda Gottfredson obtient son diplôme de psychologie, en 1969, à l'université de Californie à Berkeley, puis travaille pour le Corps de la paix en Malaisie, jusqu'en 1972. Elle poursuit des études à l'université Johns-Hopkins, où elle soutient, en 1977, une thèse de doctorat en sociologie, intitulée The relation of situs of work to occupational achievement.
Elle obtient un poste de chercheure de l'université Johns-Hopkins, où elle est chargée de l'organisation des écoles et suit des questions de ségrégation professionnelle et de typologies établies sur les compétences et les capacités intellectuelles.
Elle participe en 1985 à une conférence sur l'utilisation du facteur g dans les tests de recrutement. Elle est nommée professeure associée en 1986, puis, en 1990, professeure titulaire en sciences de l'éducation à l'université du Delaware, à Newark. Elle est membre de l'Association américaine de psychologie depuis 1994. Elle est professeure émérite depuis 2015.
En 1992, une controverse ancienne concernant l'octroi de subventions de recherches par un fonds indépendant accusé de promouvoir une idéologie raciste et suprémaciste, le Pioneer Fund, arrive à sa conclusion, et l'université du Delaware autorise Gottfredson et son collègue Jan Blits à continuer à bénéficier de ces subventions.
En 2012-2013, elle préside l'International Society for Intelligence Research (en).

## Recherches sur l'intelligence
Ses recherches sur l'intelligence ont suscité de nombreuses controverses. La plus connue est liée à sa mise en cause de la politique d'action positive et à sa défense des thèses défendues dans l'ouvrage The Bell Curve, publié en 1994 par le psychologue Richard J. Herrnstein et le politologue Charles Murray. Elle est l'auteure d'un manifeste, cosigné par 52 chercheurs et publié sous l'intitulé Mainstream Science on Intelligence dans le Wall Street Journal. Elle est l'auteure de nombreux articles sur les rapports entre race et intelligence. Elle prend position notamment sur la distinction entre l'intelligence pratique et l'intelligence analytique telle que la mesure du QI.

## Distinctions
- 2008 : prix George A. Miller, de la Society for General Psychology, Association américaine de psychologie, pour l'article « Intelligence : Is it the epidemiologists' elusive 'fundamental cause' of social class inequities in health? »[7],[8].

## Publications
- « Egalitarian Fiction and Collective Fraud », Society, vol. 31, no 3,‎ mars-avril 1994, p. 53-59 (DOI 10.1007/bf02693231, lire en ligne, consulté le 2 novembre 2014).
- « Mainstream Science on Intelligence (editorial) », Intelligence, vol. 24,‎ 1997, p. 13-23 (ISSN 0160-2896, DOI 10.1016/s0160-2896(97)90011-8, lire en ligne).
- « Why g matters: The complexity of everyday life », Intelligence, vol. 24, no 1,‎ 1997, p. 79-132 (ISSN 0160-2896, DOI 10.1016/S0160-2896(97)90014-3, lire en ligne, consulté le 7 juillet 2014).
- « The general intelligence factor », Scientific American Presents, vol. 9, no 4,‎ 1998, p. 24-29 (lire en ligne [PDF]).
- « Intelligence: Is it the Epidemiologists' elusive “Fundamental Cause” of Social Class Inequalities in Health?» (2004), Journal of Personality and Social Psychology [PDF] [lire en ligne].
- Destructive Trends in Mental Health : The Well Intentioned Path to Harm, Taylor & Francis, 11 mars 2005, 155-186 p. (ISBN 978-0-203-95622-9), « Chapter 9: Suppressing Intelligence Research: Hurting Those We Intend to Help ».